# Заповідник Бистришко-браниште

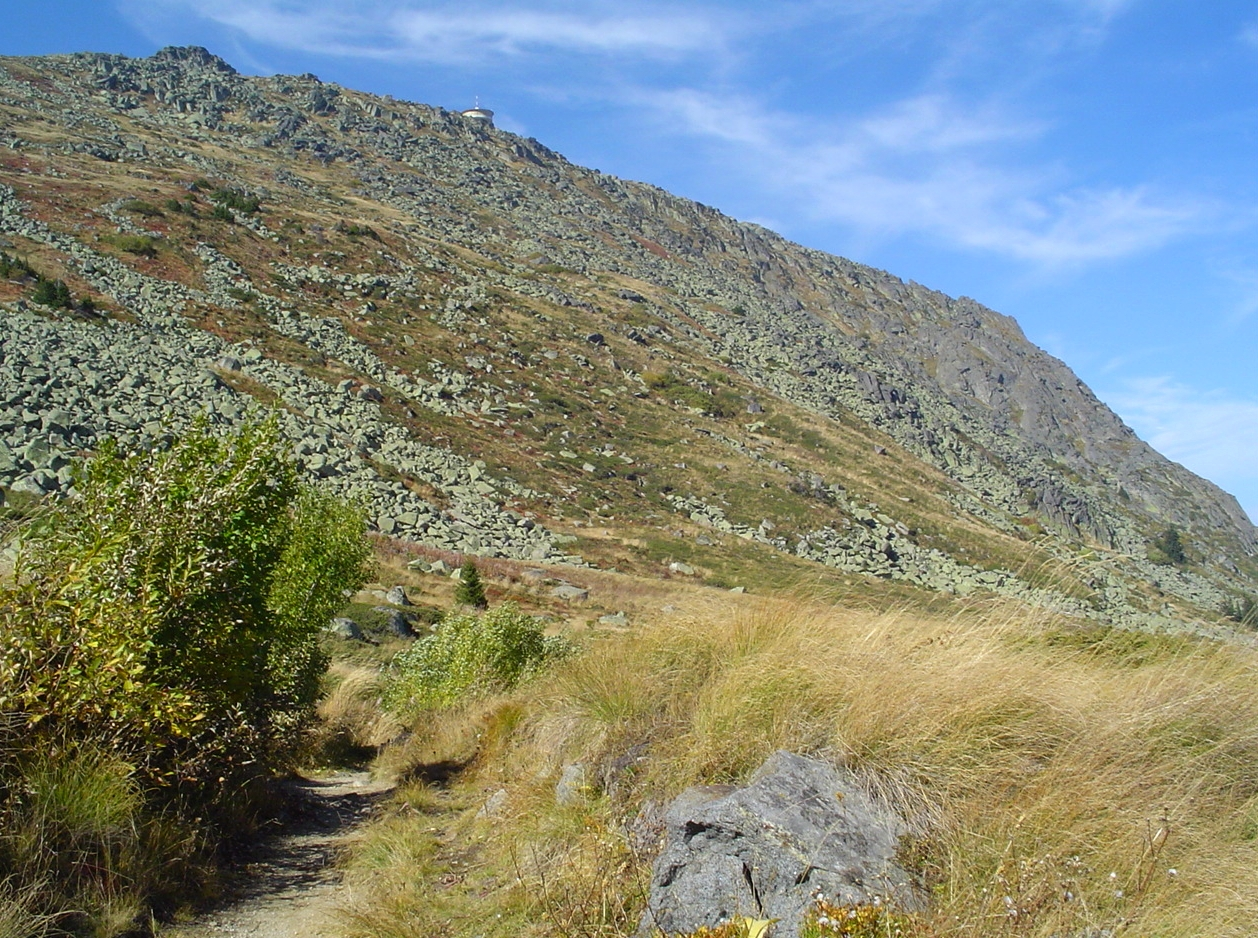
Трек в передгір'ях піка Голям Резен, що перетинає верхній Бистришко браниште.

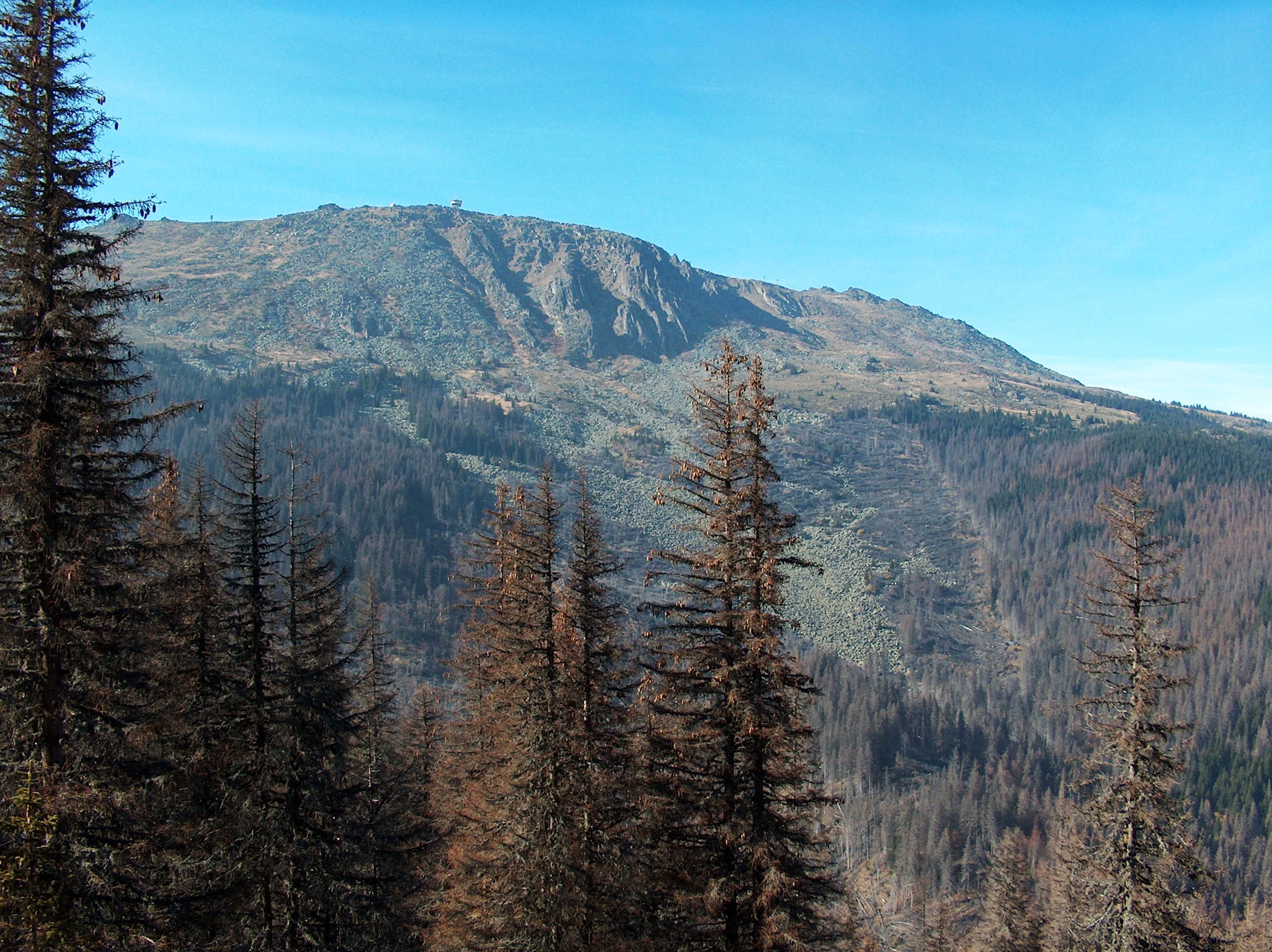
Бистришко браниште з піка Голям Купен, на фоні піки Голям Резен та Малак Резен.

Бистришко браниште (болг. Бистришко бранище) — природний заповідник у горах Витоша в Болгарії, що включає східні схили вершин Голям Резен (2277 м), Малак Резен (2191 м) і Скопарник (2226 м), північні схили вершини Голям Купен (1930 м) і верхні долини річок Вітошка-Бистриця та Янчевська. Площа поверхні 1061,6 га, висота між 1430 і 2277 м.

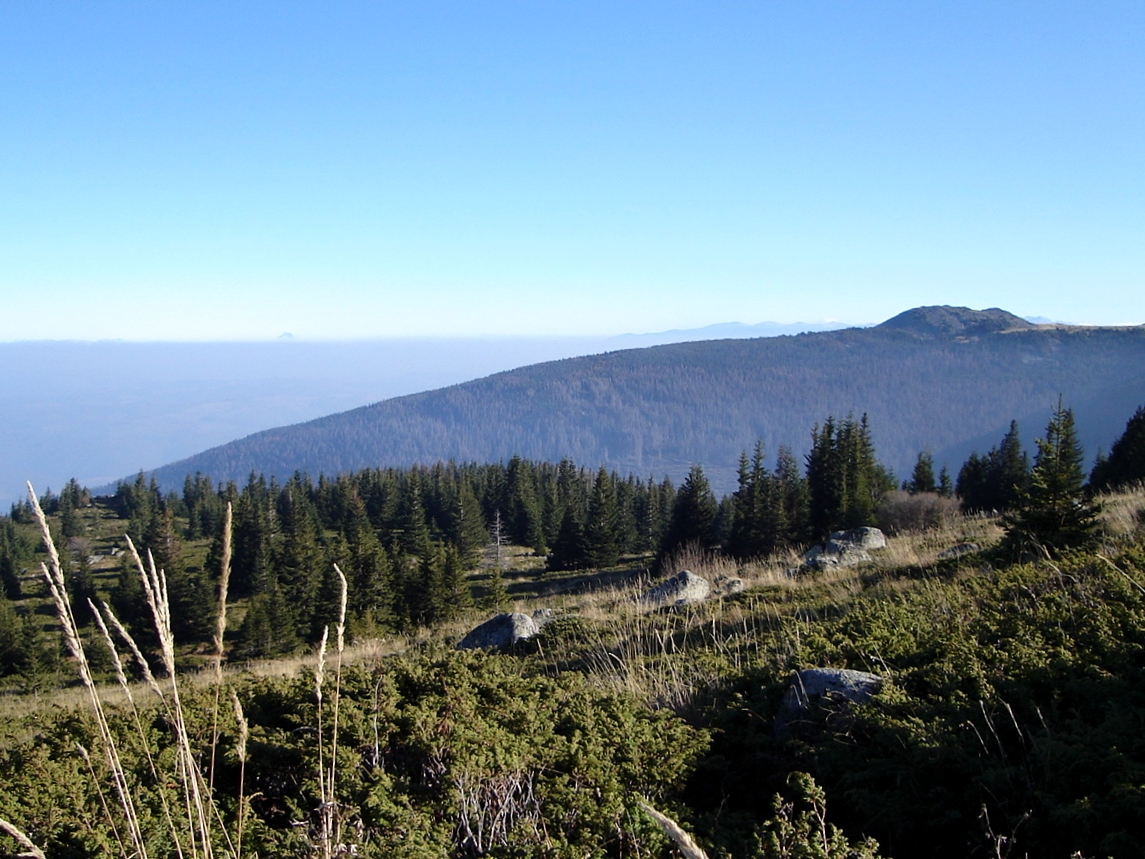
Місце Погледець на східному кордоні Бистришко браниште, на фоні Голям Купен.

Заповідник був заснований у 1934 році разом з природним парком Вітоша, частиною якого він є. З 1977 року Бистришко став біосферним заповідником під програмою ЮНЕСКО Людина і біосфера (МАБ).

## Флора та фауна
Понад 50 % території покрита лісом (переважно ялиною), віком в середньому від 100 до 120 років. Є кілька кам'яних річок в субальпійській зоні, які частково проникають в ліс. До 2001 року більше половини території (52 %) заповідника було зайняте лісами, а решту займали луки з кущовою або трав'яною рослинністю і кам'яними річками. Незважаючи на порівняно невелику площу, заповідник пропонує велику різноманітність видів (453 види вищих рослин), а частина видів дуже рідко зустрічається. На території заповідника є 7 різних форм звичайної ялини. Є багатовікові ялинки висотою понад 25 метрів. У заповіднику — родовища жовтої гірської лілії, гірського крокусу та золотистого орлика. Є також рідкісні види, такі як сосна румелійська і трансильванський дзвоник. У Червоній книзі Болгарії налічується 30 видів: купальниця європейська, анемона розлога, тирлич жовтий та інші. Знайдено близько 100 видів моху.
Великі тварини, що зустрічаються в заповіднику, включають оленів, вепрів, вовків і ведмедів.

## Туризм
Бистришко браниште приваблює багатьох туристів з сусіднього центру Алеко, розташованого біля північно-західного кордону заповідника. Відвідувачам не дозволяється відходити від кількох визначених маршрутів, що з'єднують село Алеко, Бистрицю (три траси вздовж річки Бистриця та Янчевська і через пункт Погледець), Черні-Врих, і село Железниця.